# Joan Matabosch
Joan Matabosch Grifoll (Barcelona, 1961) es un crítico musical y director artístico de ópera y periodista español.

## Biografía
Empezó su formación estudiando sociología en la Universidad Complutense de Madrid, donde acabó licenciándose. También estudió música en el Conservatorio Superior de Música del Liceo y ciencias de la información en la Universidad Autónoma de Barcelona . Inició su vinculación profesional al mundo lírico como crítico de ópera, música, teatro y danza en diversas publicaciones nacionales e internacionales. En 1993, fue nombrado director artístico adjunto del Gran Teatro del Liceo, junto a Albin Hänseroth. En 1996, dos años después del incendio que destruyó completamente el teatro, pasó a ser el director artístico . Desde su cargo, ha impulsado la renovación vivida por el Liceo, tanto desde el punto de vista artístico como social. Conocedor de las diversas corrientes de la dramaturgia internacional, ha favorecido el Liceo la creación de nuevas producciones con directores de escena y grupos catalanes, como La Fura dels Baus, Calixto Bieito, Mario Gas, Comediants, Ariel García Valdés, Núria Espert, Lluís Pasqual, Josep Maria Flotats, entre otros, y extranjeros como Peter Konwitschny y Herbert Wernicke, y ha alternado en la programación obras del gran repertorio con estrenos o reposiciones de obras del siglo XX. Asimismo, ha incorporado y promovido nuevas voces junto a las consagradas, y ha promovido funciones y abonos populares que han tenido una aceptación masiva, diversificando la oferta del Liceo con un amplio abanico de actividades que abrieron el teatro a nuevos públicos, con las actividades del nuevo foyer del teatro: las sesiones "en ocasión de" las óperas de la temporada, las sesiones "golfas" y una programación infantil consolidada. Desde 2000 preside el jurado del Concurso Internacional de Canto Francesc Viñas y en 2008 asumió la presidencia de la asociación Ópera Europa. En septiembre de 2013 renunció al cargo de director artístico del Liceo para ocupar el mismo cargo en el Teatro Real de Madrid, sustituyendo al anterior director, Gerard Mortier.
En 2019 la Casa de Madrid en Barcelona le otorgó el Premio Mariblanca, concedido anualmente a aquellas personas nacidas en Cataluña que han destacado por su labor profesional en la capital española.